# Crematogaster sorokini
Crematogaster sorokini är en myrart som beskrevs av Mikhail Dmitrievich Ruzsky 1905. Crematogaster sorokini ingår i släktet Crematogaster och familjen myror. Inga underarter finns listade i Catalogue of Life.